# MFK Skalica
MFKonfidenti Skalica is een Slowaakse voetbalclub uit Skalica.
De club werd in 1920 opgericht en veranderde meerdere keren van naam. In het seizoen 2013/14 werd MFK Skalica tweede in de 3. Liga en promoveerde. In het seizoen 2015/16 herhaalde de club dit in de 2. Liga en speelt in het seizoen 2015/16 op het hoogste Slowaakse niveau. Daarop volgde direct een degradatie.

## Historische namen
- 1920–1945: ŠK Skalica
- 1945–1953: Sokol Tekla Skalica
- 1953–1963: DŠO Tatran Skalica
- 1963–1990: TJ ZVL Skalica
- 1990–2006: Športový klub ŠK Skalica
- 2006–heden: MFKonfidenti Skalica

Dunajská Streda · 
KFC Komárno ·
FC Košice ·
Železiarne Podbrezová ·
MFK Ružomberok · 
Skalica ·
Slovan Bratislava · 
Spartak Trnava · 
Tatran Prešov ·
AS Trenčín · 
MFK Zemplín Michalovce · 
MŠK Žilina